# Rhyssemus polycolpus
Rhyssemus polycolpus är en skalbaggsart som beskrevs av Leon Fairmaire 1886. Rhyssemus polycolpus ingår i släktet Rhyssemus och familjen Aphodiidae. Inga underarter finns listade i Catalogue of Life.